# Veronica dillenii
Véronique de Dillen, Véronique de Dillenius
Espèce
La Véronique de Dillen ou Véronique de Dillenius (Veronica dillenii) est une espèce de plante de la famille des Plantaginacées.